# Baszta Schultza
Baszta Schultza – zbudowana w średniowieczu baszta fortyfikacji Głównego Miasta w Gdańsku. Sąsiednimi basztami są Baszta Narożna i Baszta Browarna. Wpisana do gminnej ewidencji zabytków. 

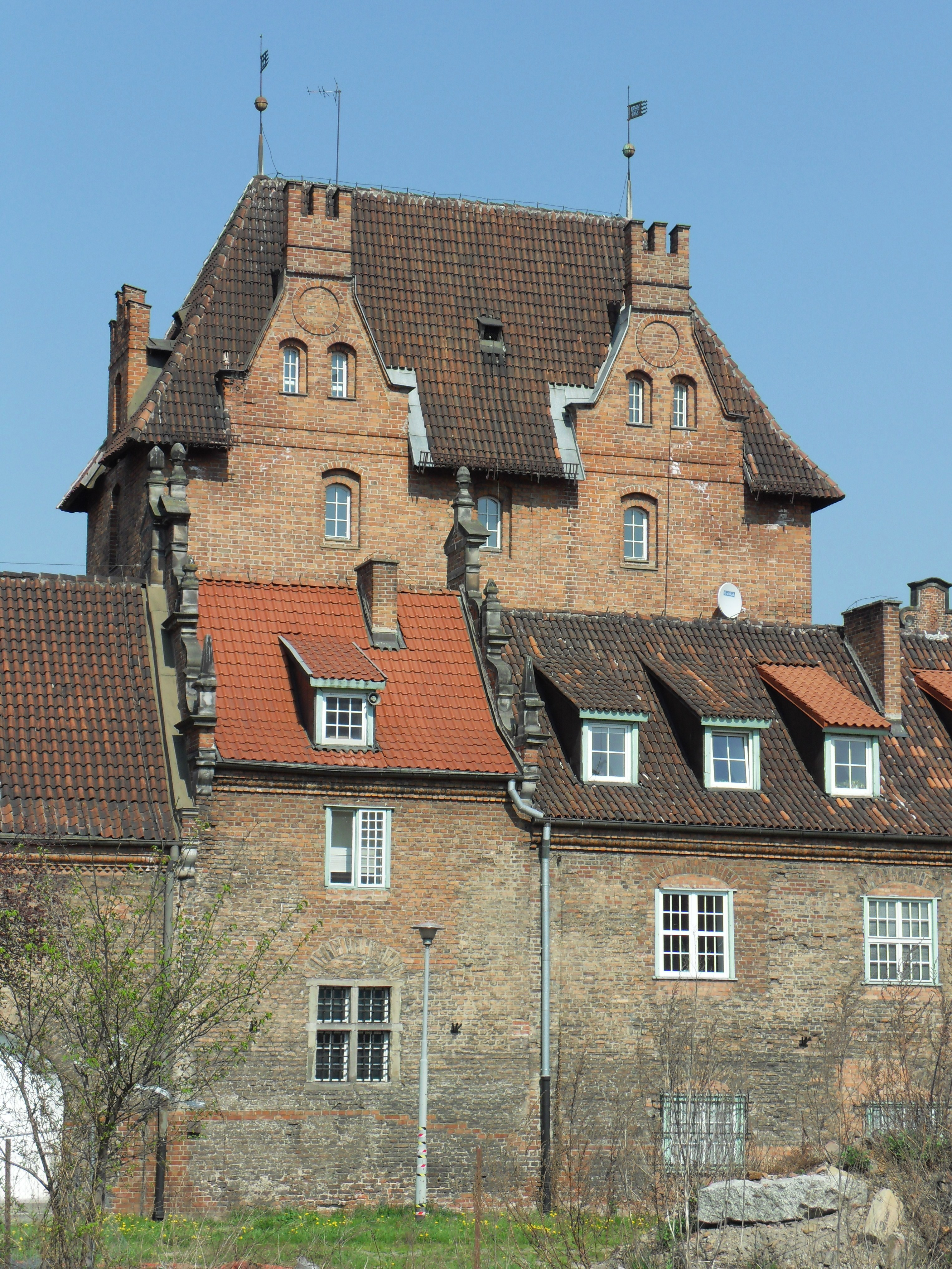
Strona zewnętrzna i Dom Harcerza (budynek południowy Dworu Miejskiego)

## Historia
Prostokątna baszta powstała w połowie XIV wieku. Wskutek rozwoju zabudowy miejskiej i komunikacji pod koniec XIX wieku z nakazu władz miasta została rozebrana, pomimo sprzeciwu Johanna Carla Schultza. Później została zrekonstruowana (odbudowana od podstaw) i adaptowana na pomieszczenia gdańskiego Domu Harcerza. Obecnie jest używana jako hostel